# IV: Deasupra tuturor
IV: Deasupra tuturor este al patrulea album al trupei B.U.G. Mafia, lansat la data de 10 noiembrie 1997, la casa de discuri Cat Music / Media Services. 
Albumul a fost lansat la "club Martin", album ce aduce cu sine premiera de a fi imprimat, pe lângă casetă și pe CD. Se remarcă piesele “Marijuana 2”, ”Nimic mai presus”, “Jucător adevărat” și “Delicvent la 15 ani”. Ca invitați subscriu: Puya, July, Baxter, Gunja și Raluca. Sound-ul începe să se apropie de adevăr. Se folosesc bași reali și efecte pe voci. DJ Phantom îi ajuta pe băieți să introducă sample-uri în muzica lor. Deși nu a beneficiat de niciun hit răsunător ca albumele precedente, IV: Deasupra tuturor a atins cota de 45.000 de exemplare vândute.
Membrii trupei în acea vreme erau: Daddy Caddy (Caddillac), Mr. Juice (Tataee) și Uzzi.

## Ordinea pieselor[3]
| Nr.             | Titlu                                                      | Autor(i)                               | Text                                 | Lungime |  |
| 1.              | „Socului și capăt 14 (Intro)”                              | Uzzi                                   | Uzzi și Daddy Caddy                  | 1:18    |  |
| 2.              | „Înc-o dată”                                               | Mr. Juice, Daddy Caddy și Uzzi         | Uzzi, Daddy Caddy și Mr. Juice       | 3:49    |  |
| 3.              | „Respectă-ți dușmanu'”                                     | Uzzi, Mr. Juice și Daddy Caddy         | Uzzi, Daddy Caddy și Mr. Juice       | 4:01    |  |
| 4.              | „Hoteluri” (Feat. July)                                    | Uzzi, Daddy Caddy, Mr. Juice și July   | Daddy Caddy, Uzzi și Mr. Juice       | 4:42    |  |
| 5.              | „Fă-o ca-n Pantelimon”                                     | Uzzi                                   | Uzzi                                 | 0:52    |  |
| 6.              | „Jucător adevărat”                                         | Daddy Caddy                            | Daddy Caddy                          | 3:51    |  |
| 7.              | „Mă doare-n p**a”                                          | Puya și Uzzi                           |                                      | 0:54    |  |
| 8.              | „Delicvent la 15 ani”                                      | Uzzi, Daddy Caddy și Mr. Juice         | Uzzi, Daddy Caddy și Mr. Juice       | 4:10    |  |
| 9.              | „Marijuana II” (Feat. Puya și Raluca)                      | Uzzi, Daddy Caddy, Puya și Raluca      | Uzzi, Daddy Caddy și Puya            | 4:17    |  |
| 10.             | „Show TV”                                                  | Baxter, Uzzi, Daddy Caddy și Mr. Juice |                                      | 3:11    |  |
| 11.             | „Nimic mai presus”                                         | Mr. Juice, Uzzi și Daddy Caddy         | Daddy Caddy, Uzzi și Mr. Juice       | 4:53    |  |
| 12.             | „Băiat de colțu' străzii”                                  | Uzzi                                   | Uzzi                                 | 4:19    |  |
| 13.             | „Pantelimon 100%”                                          | Mr. Juice, Uzzi și Daddy Caddy         | Mr. Juice, Uzzi și Daddy Caddy       | 3:54    |  |
| 14.             | „Viața merge înainte”                                      | Uzzi, Mr. Juice și Daddy Caddy         | Uzzi, Mr. Juice și Daddy Caddy       | 4:38    |  |
| 15.             | „9mm” (Feat. Gunja)                                        | Uzzi, Gunja, Mr. Juice și Caddy Daddy  | Uzzi, Mr. Juice, Puya și Daddy Caddy | 4:52    |  |
| 16.             | „Băieții sunt băieți și femeile sunt curve” (Feat. Baxter) | Uzzi, Baxter și Robertică "Boxeru'"    | Uzzi și Baxter                       | 2:49    |  |
| 17.             | „Respect pentru cartier”                                   | Uzzi, Daddy Caddy și Mr. Juice         | Uzzi, Daddy Caddy și Mr. Juice       | 4:22    |  |
| 18.             | „Vii sau morți”                                            | Uzzi, Daddy Caddy și Mr. Juice         | Uzzi, Daddy Caddy și Mr. Juice       | 3:55    |  |
| 19.             | „Gigi Ultra Plus”                                          | Baxter                                 | Uzzi                                 | 0:32    |  |
| Lungime totală: | Lungime totală:                                            | Lungime totală:                        | Lungime totală:                      | 65:19   |  |